# Margherita della Rovere

Stemma dei Della Rovere

Margherita della Rovere (Casale Monferrato, 1626 circa – XVII secolo) è stata una nobildonna italiana.

## Biografia
È passata alla storia per essere stata l'amante del IX duca di Mantova Carlo II di Gonzaga-Nevers.
Carlo II era figlio di Carlo di Nevers e di Maria Gonzaga, e nipote del duca di Mantova Carlo I. Rimasto orfano del padre nel 1632 e dopo la morte del nonno nel 1637, Carlo, di soli otto anni, era stato designato successore al governo di Mantova, sotto la tutela della madre. Quest'ultima aveva governato il ducato con saggezza per dieci anni, ma, al compimento del diciottesimo anno di età, Carlo II la mise da parte ed assunse il controllo dello stato mantovano. Sin da piccolo fu cresciuto dalla madre tra gli agi di corte e tra le sue damigelle. 
Margherita, nobildonna nota per la sua bellezza e di qualche anno più anziana, era una delle damigelle della madre Maria, che costei affiancò al principe di nove anni per diletto, mentre trascorreva il suo tempo a corte lavorando il telaio. Nel frattempo il principe venne affidato ad un precettore, il marchese Arrigoni, affinché lo educasse ai doveri del suo rango. Carlo si innamorò di Margherita, ma, nel 1647, costei fu allontanata dalla corte mantovana e rispedita assieme alla madre a Casale. Carlo intrattenne con Margherita una lunga storia epistolare e la raggiunse nel Monferrato alcune volte all'anno, finché convolò a nozze.
La madre Maria però, per garantire la continuità della stirpe gonzaghesca, procurò al figlio anche una moglie degna per la stirpe, Isabella Clara d'Austria, figlia di Leopoldo V d'Austria, che aveva sposato nel 1649, che mai amò e dalla quale ebbe il suo unico erede nel 1652, Ferdinando Carlo, X ed ultimo duca di Mantova e del Monferrato.
Isabella Clara, da parte sua, ripagò il marito duca delle sue tresche amorose frequentando un esponente della corte, il conte Carlo Bulgarini, che coadiuvò la duchessa fino al 1670 nella reggenza dei ducati dopo la morte di Carlo II, avvenuta nel 1665.